# Championnats du monde de gymnastique rythmique 2010
Navigation
Édition précédente Édition suivante
Les 30es championnats du monde de gymnastique rythmique ont lieu à Moscou en Russie du 19 au 26 septembre 2010.
Toutes les compétitions se dérouleront dans la salle omnisports Olympiiski, qui avait été construite pour les Jeux olympiques d'été de 1980.

## Podiums
| Épreuves                                | Or | Argent                                                                                           | Bronze |
| --------------------------------------- | --- | ------------------------------------------------------------------------------------------------ | --- |
| Concours par équipe                     | |                                                                                                  | |
| Concours général résultats détaillés    | RUS Evguenia Kanaïeva Daria Kondakova Daria Dmitrieva Yana Lukonina                                   | BLR Liubou Charkashyna Melitina Staniouta Hanna Rabtsava Aliaksandra Narkevich                   | AZE Aliya Garayeva Anna Gurbanova Samira Mustafayeva                                                                    |
| Finales individuelles                   | |                                                                                                  | |
| Concours général résultats détaillés    | Evguenia Kanaïeva (RUS)                                                                               | Daria Kondakova (RUS)                                                                            | Melitina Staniouta (BLR)                                                                                                |
| Corde résultats détaillés               | Daria Kondakova (RUS)                                                                                 | Evguenia Kanaïeva (RUS)                                                                          | Melitina Staniouta (BLR)                                                                                                |
| Cerceau résultats détaillés             | Evguenia Kanaïeva (RUS)                                                                               | Daria Kondakova (RUS)                                                                            | Aliya Garayeva (AZE) |
| Ballon résultats détaillés              | Evguenia Kanaïeva (RUS)                                                                               | Daria Dmitrieva (RUS)                                                                            | Aliya Garayeva (AZE) |
| Ruban résultats détaillés               | Daria Dmitrieva (RUS)                                                                                 | Daria Kondakova (RUS)                                                                            | Aliya Garayeva (AZE) |
| Finales en groupe                       | |                                                                                                  | |
| Concours général résultats détaillés    | ITA Giulia Galtarossa Daniela Masseroni Elisa Santoni Elisa Blanchi Romina Laurito Anzhelika Savrayuk | BLR Maryna Hancharova Kseniya Sankovich Alina Tumilovich Anastasiya Ivankova Aliaksandra Osipava | RUS Daria Chtcherbakova Tatiana Sergueïeva Natalia Pitchoujkina Ouliana Donskova Ekaterina Malygina Anastasia Nazarenko |
| 5 cerceaux résultats détaillés          | RUS Daria Chtcherbakova Natalia Pitchoujkina Ouliana Donskova Ekaterina Malygina Anastasia Nazarenko  | ITA Giulia Galtarossa Elisa Santoni Elisa Blanchi Romina Laurito Anzhelika Savrayuk              | BUL Elena Todorova Mihaela Maevska Katrin Velkova Hristiana Todorova Reneta Kamberova                                   |
| 3 rubans + 2 cordes résultats détaillés | RUS Tatiana Sergueïeva Natalia Pitchoujkina Ouliana Donskova Ekaterina Malygina Anastasia Nazarenko   | ITA Daniela Masseroni Elisa Santoni Elisa Blanchi Romina Laurito Anzhelika Savrayuk              | BLR Maryna Hancharova Kseniya Sankovich Alina Tumilovich Anastasiya Ivankova Aliaksandra Osipava                        |

## Résultats détaillés

### Individuel

#### Corde
La finale se tient le mardi 21 septembre à 18:30 heure locale.
| Rang               | Gymnaste                 | Dif.  | Art.  | Exé.  | Pén. | Total  |
| ------------------ | ------------------------ | ----- | ----- | ----- | ---- | ------ |
| Médaille d'or      | Daria Kondakova (RUS)    | 9.550 | 9.750 | 9.450 |      | 28.750 |
| Médaille d'argent  | Evgenia Kanaeva (RUS)    | 9.450 | 9.700 | 9.450 |      | 28.600 |
| Médaille de bronze | Melitina Staniouta (BLR) | 9.350 | 9.250 | 9.050 |      | 27.650 |
| 4                  | Alina Maksymenko (UKR)   | 8.900 | 9.250 | 9.150 |      | 27.300 |
| 5                  | Aliya Garayeva (AZE)     | 9.000 | 9.250 | 9.000 |      | 27.250 |
| 6                  | Irina Risenson (ISR)     | 8.850 | 9.050 | 8.900 |      | 26.800 |
| 7                  | Delphine Ledoux (FRA)    | 8.300 | 8.950 | 8.700 |      | 25.950 |
| 8                  | Ulyana Trofimova (UZB)   | 7.700 | 9.050 | 8.700 |      | 25.450 |

#### Cerceau
La finale se tient le mardi 21 septembre à 19h heure locale.
| Rang               | Gymnaste                 | Dif.  | Art.  | Exe.  | Pen. | Total  |
| ------------------ | ------------------------ | ----- | ----- | ----- | ---- | ------ |
| Médaille d'or      | Evgenia Kanaeva (RUS)    | 9.700 | 9.900 | 9.600 |      | 29.200 |
| Médaille d'argent  | Daria Kondakova (RUS)    | 9.650 | 9.700 | 9.550 |      | 28.900 |
| Médaille de bronze | Aliya Garayeva (AZE)     | 9.150 | 9.375 | 9.150 |      | 27.675 |
| 4                  | Melitina Staniouta (BLR) | 9.100 | 9.350 | 8.950 |      | 27.400 |
| 5                  | Alina Maksymenko (UKR)   | 9.050 | 9.150 | 9.050 |      | 27.250 |
| 6                  | Liubov Charkashyna (BLR) | 8.650 | 9.300 | 9.400 |      | 27.150 |
| 7                  | Anna Alyabyeva (KAZ)     | 8.600 | 9.300 | 9.050 |      | 26.950 |
| 8                  | Joanna Mitrosz (POL)     | 8.725 | 8.900 | 8.600 | 0.20 | 26.025 |

#### Ballon
La finale se tient le jeudi 23 septembre à 18h30 heure locale.
| Rang               | Gymnaste                 | Dif.  | Art.  | Exe.  | Pen. | Total  |
| ------------------ | ------------------------ | ----- | ----- | ----- | ---- | ------ |
| Médaille d'or      | Evgenia Kanaeva (RUS)    | 9.350 | 9.750 | 9.600 |      | 28.700 |
| Médaille d'argent  | Daria Dmitrieva (RUS)    | 9.450 | 9.700 | 9.500 |      | 28.650 |
| Médaille de bronze | Aliya Garayeva (AZE)     | 9.150 | 9.250 | 9.150 |      | 27.550 |
| 4                  | Liubov Charkashyna (BLR) | 8.975 | 9.300 | 9.150 |      | 27.425 |
| 5                  | Irina Risenson (ISR)     | 8.950 | 9.000 | 9.050 |      | 27.000 |
| 6                  | Alina Maksymenko (UKR)   | 8.850 | 9.100 | 9.000 |      | 26.950 |
| 7                  | Neta Rivkin (ISR)        | 8.700 | 9.000 | 9.050 |      | 26.750 |
| 8                  | Silviya Miteva (BUL)     | 8.060 | 8.700 | 8.450 | 0.40 | 24.800 |

#### Ruban
La finale se tient le 23 septembre à 19:00 heure locale.
| Rang               | Gymnaste                 | Dif.  | Art.  | Exe.  | Pen. | Total  |
| ------------------ | ------------------------ | ----- | ----- | ----- | ---- | ------ |
| Médaille d'or      | Daria Dmitrieva (RUS)    | 9.650 | 9.675 | 9.500 |      | 28.825 |
| Médaille d'argent  | Daria Kondakova (RUS)    | 9.550 | 9.600 | 9.600 |      | 28.750 |
| Médaille de bronze | Aliya Garayeva (AZE)     | 9.400 | 9.350 | 9.300 |      | 28.050 |
| 4                  | Liubov Charkashyna (BLR) | 9.200 | 9.250 | 9.125 |      | 27.575 |
| 5                  | Melitina Staniouta (BLR) | 9.000 | 9.350 | 9.200 |      | 27.550 |
| 6                  | Silviya Miteva (BUL)     | 9.000 | 9.050 | 9.050 |      | 27.100 |
| 7                  | Joanna Mitrosz (POL)     | 8.900 | 9.000 | 8.950 |      | 26.850 |
| 8                  | Alina Maksymenko (UKR)   | 8.750 | 9.025 | 8.900 |      | 26.675 |

#### Concours général par équipe
La compétition se tient du 20 au 23 septembre.
| Nation         |             |             |             |             | Total   |
| -------------- | ----------- | ----------- | ----------- | ----------- | ------- |
| Russie         | 84.675 (1)  | 84.750 (1)  | 84.425 (1)  | 85.675 (1)  | 284.925 |
| Biélorussie    | 78.675 (4)  | 81.475 (2)  | 80.350 (2)  | 79.200 (2)  | 269.700 |
| Azerbaïdjan    | 78.825 (2)  | 79.125 (3)  | 78.925 (4)  | 78.650 (3)  | 265.225 |
| Ukraine        | 78.825 (2)  | 77.325 (4)  | 79.475 (3)  | 78.300 (4)  | 263.475 |
| Israël         | 74.375 (9)  | 75.075 (7)  | 76.750 (5)  | 73.725 (8)  | 256.675 |
| Kazakhstan     | 75.325 (5)  | 75.900 (5)  | 74.175 (8)  | 73.200 (11) | 253.975 |
| Bulgarie       | 74.100 (10) | 75.150 (6)  | 75.325 (7)  | 75.025 (5)  | 252.750 |
| Pologne        | 74.450 (7)  | 74.625 (8)  | 73.200 (12) | 74.625 (6)  | 250.950 |
| Italie         | 75.000 (6)  | 72.700 (12) | 74.050 (9)  | 74.200 (7)  | 248.750 |
| Autriche       | 74.400 (8)  | 73.425 (10) | 73.550 (10) | 73.425 (9)  | 248.625 |
| Ouzbékistan    | 73.925 (11) | 73.400 (11) | 73.250 (11) | 69.575 (17) | 246.550 |
| Corée du Sud   | 71.950 (13) | 73.800 (9)  | 71.650 (16) | 73.000 (12) | 243.875 |
| Grèce          | 71.425 (14) | 71.225 (15) | 72.975 (14) | 73.400 (10) | 242.950 |
| Espagne        | 72.050 (12) | 69.350 (18) | 76.150 (6)  | 70.325 (15) | 242.875 |
| États-Unis     | 70.125 (16) | 71.100 (16) | 73.000 (13) | 70.550 (13) | 241.250 |
| Chine          | 70.025 (17) | 71.575 (13) | 72.400 (15) | 67.550 (20) | 237.600 |
| Hongrie        | 70.275 (15) | 68.875 (19) | 70.775 (17) | 67.700 (19) | 235.625 |
| Mexique        | 67.950 (22) | 71.525 (14) | 69.275 (19) | 69.825 (16) | 235.325 |
| Australie      | 67.675 (25) | 70.300 (17) | 69.200 (20) | 70.350 (14) | 235.000 |
| Turquie        | 68.475 (20) | 68.850 (20) | 70.075 (18) | 68.650 (18) | 232.525 |
| Suède          | 67.900 (23) | 68.750 (21) | 68.350 (22) | 65.275 (26) | 228.025 |
| Brésil         | 67.750 (24) | 68.500 (22) | 67.605 (24) | 62.725 (32) | 227.075 |
| Estonie        | 68.275 (21) | 67.325 (25) | 69.050 (21) | 63.950 (30) | 226.150 |
| Canada         | 68.825 (18) | 64.950 (30) | 66.950 (27) | 67.250 (21) | 225.800 |
| Royaume-Uni    | 63.675 (32) | 68.275 (23) | 67.725 (23) | 66.125 (24) | 224.725 |
| Tchéquie       | 68.825 (18) | 66.425 (26) | 63.775 (34) | 64.725 (27) | 223.875 |
| Finlande       | 64.000 (30) | 68.150 (24) | 67.550 (25) | 64.625 (28) | 223.600 |
| Lettonie       | 66.425 (26) | 65.250 (29) | 67.725 (26) | 66.075 (25) | 223.225 |
| Égypte         | 66.100 (27) | 66.000 (28) | 66.425 (29) | 66.200 (23) | 222.700 |
| Slovénie       | 64.725 (28) | 66.375 (27) | 66.775 (28) | 63.650 (31) | 222.075 |
| Argentine      | 61.750 (34) | 63.275 (33) | 65.250 (31) | 66.925 (22) | 217.250 |
| Slovaquie      | 64.000 (30) | 64.875 (31) | 65.600 (30) | 62.350 (33) | 215.600 |
| Norvège        | 64.425 (29) | 62.750 (34) | 61.175 (36) | 64.100 (29) | 212.325 |
| Venezuela      | 61.225 (35) | 62.700 (35) | 64.150 (32) | 61.700 (34) | 211.950 |
| Afrique du Sud | 63.350 (33) | 63.375 (32) | 63.900 (33) | 60.025 (35) | 211.775 |
| Thaïlande      | 60.550 (36) | 61.850 (36) | 63.100 (35) | 58.550 (36) | 207.475 |
| Arménie        | 51.925 (27) | 50.150 (37) | 55.175 (37) | 48.375 (37) | 175.475 |
| Inde           | 45.500 (38) | 46.475 (38) | 49.850 (38) | 47.475 (38) | 159.200 |

#### Concours général individuel
La compétition se tient le 24 septembre à 19:00 heure locale.
| Rang               | Gymnaste                 |             |             |             |             | Total   |
| ------------------ | ------------------------ | ----------- | ----------- | ----------- | ----------- | ------- |
| Médaille d'or      | Evgenia Kanaeva (RUS)    | 28.950 (1)  | 29.100 (1)  | 29.350 (1)  | 28.850 (1)  | 116.250 |
| Médaille d'argent  | Daria Kondakova (RUS)    | 28.675 (2)  | 28.750 (2)  | 28.000 (2)  | 28.400 (2)  | 113.825 |
| Médaille de bronze | Melitina Staniouta (BLR) | 27.275 (4)  | 27.700 (3)  | 27.625 (4)  | 27.750 (4)  | 110.350 |
| 4                  | Aliya Garayeva (AZE)     | 27.450 (3)  | 27.300 (5)  | 27.750 (3)  | 27.800 (3)  | 110.300 |
| 5                  | Alina Maksimenko (UKR)   | 27.125 (5)  | 27.400 (4)  | 27.175 (6)  | 27.250 (5)  | 108.950 |
| 6                  | Silvia Miteva (BUL)      | 27.075 (6)  | 26.950 (9)  | 27.450 (5)  | 26.87 5(8)  | 108.350 |
| 7                  | Anna Alyabyeva (KAZ)     | 27.050 (7)  | 27.125 (7)  | 26.250 (12) | 27.100 (7)  | 107.525 |
| 8                  | Joanna Mitrosz (POL)     | 26.800 (8)  | 26.650 (10) | 26.700 (9)  | 26.650 (10) | 106.800 |
| 9                  | Irina Risenson (ISR)     | 26.500 (9)  | 27.000 (8)  | 26.350 (11) | 26.850 (9)  | 106.700 |
| 10                 | Liubov Charkashyna (BLR) | 26.500 (9)  | 25.800 (16) | 27.000 (7)  | 27.200 (6)  | 106.500 |
| 11                 | Neta Rivkin (ISR)        | 26.450 (11) | 26.550 (11) | 26.450 (10) | 26.500 (11) | 105.950 |
| 12                 | Ulyana Trofimova (UZB)   | 26.050 (13) | 27.150 (6)  | 26.900 (8)  | 25.250 (17) | 105.350 |
| 13                 | Delphine Ledoux (FRA)    | 26.100 (12) | 26.350 (12) | 26.200 (14) | 26.050 (12) | 104.700 |
| 14                 | Anna Gurbanova (AZE)     | 26.050 (13) | 25.900 (15) | 26.225 (13) | 25.400 (16) | 103.575 |
| 15                 | Caroline Weber (AUT)     | 25.700 (16) | 26.050 (14) | 25.725 (15) | 25.850 (13) | 103.325 |
| 16                 | Julieta Cantaluppi (ITA) | 25.275 (19) | 25.800 (16) | 25.700 (16) | 25.200 (19) | 101.975 |
| 17                 | Carolina Rodriguez (ESP) | 25.450 (17) | 25.225 (20) | 25.700 (16) | 25.450 (15) | 101.825 |
| 18                 | Natalia Godunko (UKR)    | 26.000 (15) | 26.300 (13) | 23.300 (24) | 25.750 (14) | 101.350 |
| 19                 | Yuria Onuki (JPN)        | 25.350 (18) | 24.700 (22) | 25.525 (18) | 24.850 (21) | 100.425 |
| 20                 | Marina Petrakova (KAZ)   | 24.825 (22) | 25.450 (19) | 25.375 (20) | 24.650 (22) | 100.300 |
| 21                 | Deng Senyue (CHN)        | 25.175 (20) | 25.650 (18) | 24.975 (21) | 24.450 (24) | 100.250 |
| 22                 | Monika Mincheva (BUL)    | 24.750 (23) | 25.100 (21) | 24.850 (22) | 25.250 (17) | 99.950  |
| 23                 | Julie Zetlin (USA)       | 24.325 (24) | 24.650 (23) | 25.400 (19) | 24.650 (22) | 99.025  |
| 24                 | Dora Vass (HUN)          | 24.850 (21) | 24.575 (24) | 24.100 (23) | 25.050 (20) | 98.575  |

### Groupes

#### Concours général
La finale se tient le 25 septembre à 14:00 heure locale.
| Rang               | Nation        | 5           | 3 + 2       | Total  |
| ------------------ | ------------- | ----------- | ----------- | ------ |
| Médaille d'or      | Italie        | 27.825 (1)  | 27.700 (1)  | 55.525 |
| Médaille d'argent  | Biélorussie   | 27.650 (2)  | 27.150 (2)  | 54.800 |
| Médaille de bronze | Russie        | 25.275 (7)  | 27.150 (3)  | 52.425 |
| 4                  | Israël        | 26.050 (4)  | 25.900 (4)  | 51.950 |
| 5                  | Bulgarie      | 26.400 (3)  | 25.000 (10) | 51.400 |
| 6                  | Japon         | 25.700 (5)  | 25.325 (7)  | 51.025 |
| 7                  | Azerbaïdjan   | 25.475 (6)  | 25.500 (6)  | 50.975 |
| 8                  | Allemagne     | 24.950 (8)  | 25.900 (5)  | 50.850 |
| 9                  | Suisse        | 24.750 (10) | 25.025 (9)  | 49.775 |
| 10                 | Hongrie       | 24.800 (9)  | 23.925 (11) | 48.725 |
| 11                 | Chine         | 24.575 (11) | 23.600 (12) | 48.175 |
| 12                 | Pologne       | 23.850 (13) | 22.900 (15) | 46.750 |
| 13                 | Ukraine       | 23.200 (16) | 23.050 (14) | 46.250 |
| 14                 | Canada        | 23.625 (14) | 22.400 (19) | 46.025 |
| 15                 | Espagne       | 20.800 (25) | 25.150 (8)  | 45.950 |
| 16                 | France        | 22.500 (19) | 23.250 (13) | 45.750 |
| 17                 | Finlande      | 23.325 (15) | 22.050 (22) | 45.375 |
| 18                 | Grèce         | 23.050 (17) | 22.275 (20) | 45.325 |
| 19                 | Autriche      | 22.175 (21) | 22.750 (16) | 44.925 |
| 20                 | Corée du Nord | 23.950 (12) | 20.850 (24) | 44.800 |
| 21                 | Kazakhstan    | 22.425 (20) | 21.925 (23) | 44.250 |
| 22                 | États-Unis    | 21.250 (24) | 22.500 (17) | 43.750 |
| 23                 | Corée du Sud  | 21.250 (22) | 22.250 (21) | 43.500 |
| 24                 | Ouzbékistan   | 23.025 (18) | 20.450 (26) | 43.475 |
| 25                 | Géorgie       | 20.725 (26) | 22.425 (18) | 43.150 |
| 26                 | Brésil        | 21.250 (23) | 20.775 (25) | 42.025 |
| 27                 | Australie     | 20.450 (27) | 17.900 (27) | 38.350 |
| 28                 | Venezuela     | 19.825 (28) | 16.800 (28) | 36.625 |
| 29                 | Royaume-Uni   | 19.450 (29) | 14.150 (29) | 33.600 |

#### 5 cerceaux
La finale se tient le 26 septembre à 14:00 heure locale.
| Rang               | Nom         | Dif.  | Art.  | Exe.  | Pen. | Total  |
| ------------------ | ----------- | ----- | ----- | ----- | ---- | ------ |
| Médaille d'or      | Russie      | 9.375 | 9.500 | 9.100 |      | 27.975 |
| Médaille d'argent  | Italie      | 9.325 | 9.400 | 9.150 |      | 27.875 |
| Médaille de bronze | Bulgarie    | 9.000 | 9.200 | 8.900 |      | 27.100 |
| 4                  | Israël      | 8.450 | 8.750 | 8.650 |      | 25.850 |
| 5                  | Allemagne   | 8.375 | 8.800 | 8.650 |      | 25.825 |
| 6                  | Japon       | 8.375 | 8.800 | 8.550 |      | 25.725 |
| 7                  | Biélorussie | 8.500 | 8.950 | 8.350 | 0.40 | 25.400 |
| 8                  | Azerbaïdjan | 8.050 | 8.700 | 8.600 |      | 25.350 |

#### 3 rubans + 2 cordes
La finale se tient le 26 septembre à 14:00 heure locale.
| Rang               | Nom         | Dif.  | Art.  | Exe.  | Pen. | Total  |
| ------------------ | ----------- | ----- | ----- | ----- | ---- | ------ |
| Médaille d'or      | Russie      | 9.500 | 9.450 | 9.100 |      | 28.050 |
| Médaille d'argent  | Italie      | 9.450 | 9.400 | 9.050 |      | 27.900 |
| Médaille de bronze | Biélorussie | 9.000 | 9.200 | 8.950 |      | 27.150 |
| 4                  | Israël      | 8.550 | 8.750 | 8.600 |      | 25.900 |
| 5                  | Allemagne   | 8.650 | 8.750 | 8.500 |      | 25.900 |
| 6                  | Japon       | 8.475 | 8.700 | 8.400 |      | 25.575 |
| 7                  | Azerbaïdjan | 8.425 | 8.450 | 8.500 |      | 25.375 |
| 8                  | Espagne     | 8.500 | 8.350 | 7.850 |      | 24.700 |

## Tableau des médailles
| Rang  | Nation | Or | Argent | Bronze | Total |
| ----- | ------ | -- | ------ | ------ | ----- |
| 1     | RUS    | 8  | 5      | 1      | 14    |
| 1     | ITA    | 1  | 2      | -      | 3     |
| 3     | BLR    | -  | 2      | 3      | 5     |
| 4     | AZE    | -  | -      | 4      | 4     |
| 4     | BUL    | -  | -      | 1      | 1     |
| TOTAL | TOTAL  | 9  | 9      | 9      | 27    |